# Tadeusz Kraśko

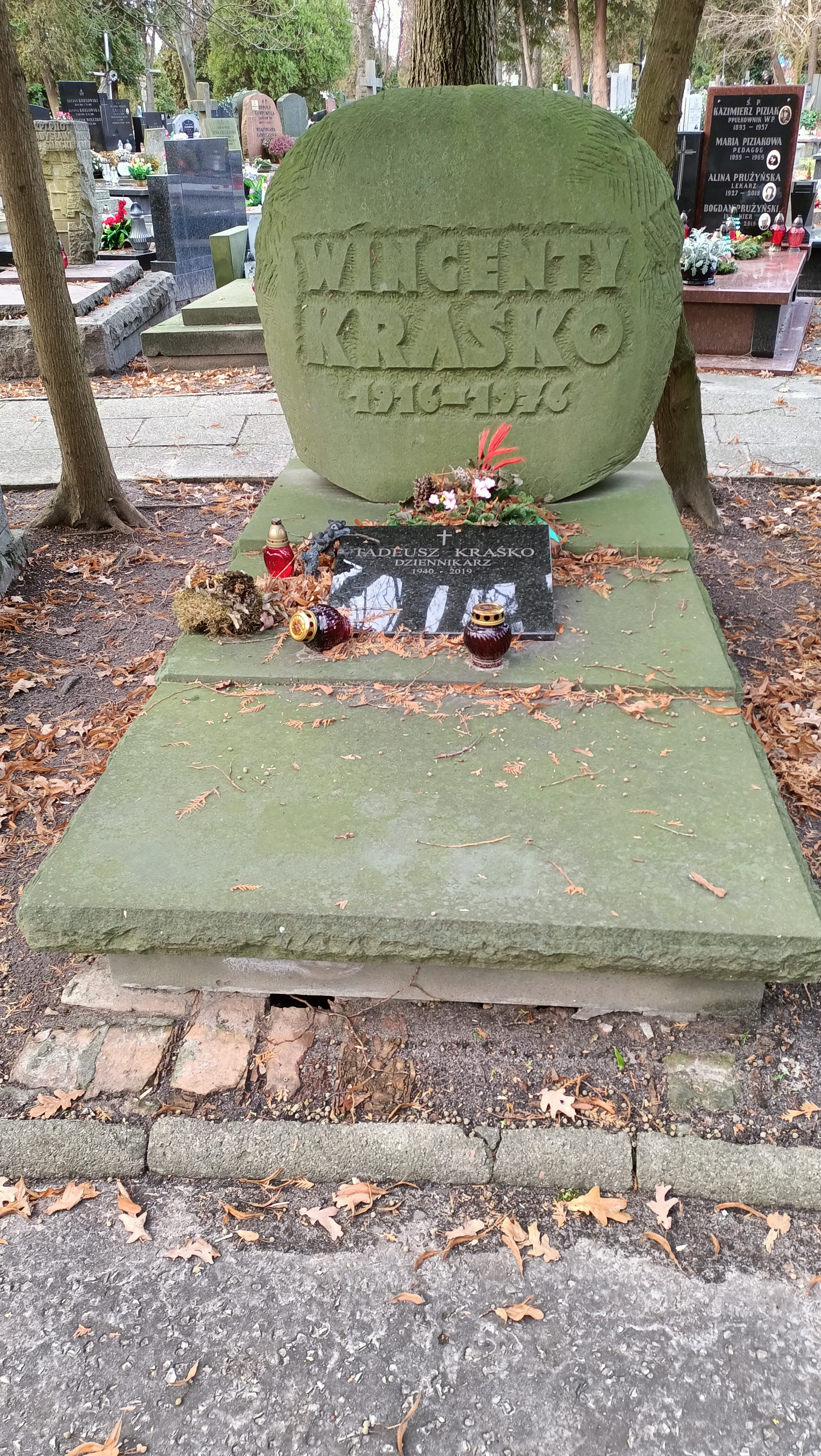
Grób Tadeusza Kraśki na Cmentarzu Wojskowym na Powązkach

Tadeusz Kraśko (ur. 28 października 1940 w Wornianach, zm. 23 lutego 2019 w Warszawie) – polski dziennikarz telewizyjny, reżyser i scenarzysta filmów dokumentalnych, reportażysta, publicysta, dyplomata, polityk lewicowy. Laureat trzech Złotych Ekranów i nagród Zakopiańskiego Festiwalu Filmów o Sztuce. Autor kilkudziesięciu tytułów literatury faktu, m.in. literackich rozmów z Jerzym Turowiczem, Arturem Międzyrzeckim i prof. Adamem Zielińskim, dyrektor Instytutu Polskiego w Sztokholmie, dyrektor programowy prywatnej stacji telewizyjnej Top Canal. Realizator licznych reportaży zagranicznych m.in. z Włoch, Kuby, Litwy, Rosji, USA, Szwecji, Niemiec i Chorwacji.

## Życiorys

### Wczesne lata
Urodził się pod Wilnem w miejscowości Worniany (obecnie na Białorusi) jako syn Wincentego Kraśki – działacza komunistycznego z czasów PRL, członka Komitetu Centralnego PZPR. Absolwent Wydziału Prawa Uniwersytetu Warszawskiego.

### Kariera
W czasach PRL pracował dla Telewizji Polskiej, zastępca redaktora naczelnego Redakcji Publicystyki Kulturalnej TVP1, szef Redakcji Reportażu i Filmu Dokumentalnego TVP2. Autor i realizator wielu programów telewizyjnych, reportaży zagranicznych. Wyróżniony przez Zakopiański Festiwal Filmów o Sztuce w 1972 za film Wyprawa do kresu fotografii i w 1974 za film Zbigniewa Makowskiego pejzaże niedostępne. W 1986 otrzymał nagrodę Złote Ekrany przyznawaną przez czasopismo „Ekran” w kategorii „Cykl programów publicystycznych”. Członek Stowarzyszenia Filmowców Polskich.
Na przełomie lat 70/80 pełnił funkcję radcy ambasady PRL i był dyrektorem Instytutu Kultury Polskiej w Sztokholmie.
Na początku lat 90. zwolniony z TVP2. Po 1991 był dyrektorem programowym pierwszej prywatnej telewizji Top Canal. Od tego czasu publikował książki, głównie wywiady-rzeki z dziennikarzami z okresu PRL. Od 2002 do 2003 członek Rady Nadzorczej spółki Glob Investment.

### Działalność polityczna
Należał do Polskiej Zjednoczonej Partii Robotniczej. Później był rzecznikiem prasowym Krajowej Partii Emerytów i Rencistów. W 2001 kandydował jako jej działacz bezskutecznie do Sejmu w okręgu koszalińskim z listy SLD-UP, a w 2002 z listy KPEiR do rady Warszawy. W 2003 był wśród założycieli partii Centrolewica Rzeczypospolitej Polskiej. Wkrótce ponownie związał się z KPEiR. W 2005 był pełnomocnikiem jej komitetu wyborczego, a w 2010 kandydował z jej listy do sejmiku mazowieckiego. W 2011 jako bezpartyjny startował bez powodzenia do Sejmu w okręgu warszawskim z listy Sojuszu Lewicy Demokratycznej. W późniejszym czasie ponownie był rzecznikiem KPEiR. W 2018 bezskutecznie kandydował z listy SLD Lewica Razem do rady warszawskiej dzielnicy Śródmieście.

## Życie prywatne
Był żonaty z producentką i scenarzystką filmową Barbarą Pietkiewicz, ich synem jest dziennikarz Piotr Kraśko (ur. 1971). Jego drugą żoną była Nina Terentiew. Miał córkę Ewę (ur. 1985), która także została dziennikarką i współpracowała ze stacjami TVP2, TVN i TVN Meteo.
Pochowany wraz z ojcem na cmentarzu wojskowym na Powązkach.

## Publikacje
- Nie tędy droga! (1991, z Adamem Schaffem);
- Początek raz jeszcze: Z Andrzejem Szczypiorskim rozmawia Tadeusz Kraśko (1991)
- Leszek Moczulski: wygram tę wojnę! (1992, z Ewą Sochacką)
- Pasjans telewizyjny (1992)
- Chocholi taniec. Miesiąc w Roku Koguta: rozmowy z Andrzejem Szczypiorskim (1993)
- Wierność: rozmowy z Jerzym Turowiczem (1995)
- Z Adamem Zielińskim wiedeńskie rozmowy: opowieść o ryzyku, uporze, chińskiej tajemnicy, bałkańskiej tragedii i wiedeńskiej nostalgii (1995)
- Rzeczpospolita demokracji lokalnej: rozmowy z Prof. Jerzym Regulskim, Prof. Michałem Kuleszą, Sen. Jerzym Stępniem, Prof. Piotrem Buczkowskim (1996, z Ewą Sochacką)
- U progu XXI wieku (1996, z Arturem Międzyrzeckim)
- U progu XXI wieku: o Monte Cassino – cezaryzmie – i minimum powagi – o pięknej lokalności poezji – o Rimbaudzie i klasykach – o surrealizmie i poezji amerykańskiej – o hasłach: „śmierć intelektualistom!”, „wykosić wszystko, co wystaje!” i „patrz pan, szatan!' (1996 z Arturem Międzyrzeckim)
- Gdzie jest niedźwiedź?, czyli Z Adamem Zielińskim wiedeńskich rozmów ciąg dalszy (1998)
- Czas skorpiona (1998)
- Moje schody (1998, z Grzegorzem Tuderkiem)
- Rak (1999, z Andrzejem Kułakowskim)
- Wspomnienia oficera polskiego wywiadu Tadeusza Szadkowskiego – pułkownika W. P. w st. spoczynku (2003)
- Licheń – świątynia trzeciego tysiąclecia (2004 z Grzegorzem Tuderkiem)

## Filmografia (wybór)
Reżyser i scenarzysta
- Kuba (1989)
- Leningrad – nadzieja (1988)
- Leningrad z Afganistanem (1988)
- Spotkanie z prof. Schaffem (1988)
- Litwa – prawda (1987)
- Litwa – Polonia (1987)
- Moskwa (1987)
- Pamięć (1986)
- Wyżej niż góry (1986)
- Za horyzontem słońce (1978)
- Obraz i ramy (1973)
- Akademia (1973)
- Krzesło i ramy (1973)
- Brawa i brawka (1971)